# Kongres Public Relations
Kongres Public Relations – spotkanie przedstawicieli branży public relations w Polsce, które organizowane jest cyklicznie i nieprzerwanie od roku 2001. W latach 2001–2010 Kongres odbywał się w Rzeszowie, następnie przez dwa lata we Wrocławiu. Od 2013 roku na powrót przygotowywany jest w Rzeszowie.
Organizatorami edycji do roku 2010 byli Wyższa Szkoła Informatyki i Zarządzania w Rzeszowie, Agencja RPR Group oraz Marketingowe Forum Naukowe działające przy WSIiZ. W latach 2011 oraz 2012 organizatorami wydarzenia były Uniwersytet Wrocławski, Związek Firm Public Relations oraz Newsline. Od roku 2013 organizatorem Kongresu jest Wydawnictwo i portal branży public relations Newsline. Pomysłodawcą projektu jest prof. Dariusz Tworzydło. 
W trakcie trzydniowej konferencji corocznie prezentowane jest zwykle około 40 wystąpień przedstawicieli branży. Organizowane są także debaty, warsztaty oraz sesje naukowe. Podczas konferencji w roku 2009 opublikowany został list otwarty, przeciwko zrównywaniu public relations z propagandą i tym samym deprecjonowaniu public relations w debacie publicznej. W roku 2016 podczas Kongresu Profesjonalistów Public Relations odbyła się premiera publikacji opisującej historię 25-lecia branży public relations: „Pierwsze ćwierćwiecze” pod redakcją Adama Łaszyna i prof. Dariusza Tworzydło. Efektem Kongresu było także kilkanaście publikacji naukowych oraz szereg raportów badawczych.
Przez lata Kongres wspierany był przez organizacje branżowe, Polskie Stowarzyszenie Public Relations, Związek Firm Public Relations, a od roku 2020 także Stowarzyszenie Agencji Public Relations. Podczas kongresów, organizacje te miały swoje panele, prezentowały badania, a nawet występowały w roli współorganizatorów. Z Kongresem związanych było szereg mediów branżowych i ogólnopolskich.
Równolegle, obok Kongresu Profesjonalistów Public Relations organizowane były w branży inne wydarzenia. Np. w roku 2003 Związek Firm Public Relations rozpoczął organizację PR Forum. Wydarzenie to organizowane było w różnych okresach przez ZFPR wspólnie z pomysłodawcami rzeszowskiego Kongresu, czyli zespołem Newsline, Institute for International Research, Harvard Business Review Polska, Magazynem THINKTANK czy redakcją „Pulsu Biznesu”. Wydarzenie to po kilku edycjach przestało być organizowane.

## Kluczowe wydarzenia i projekty organizowane podczas Kongresu
W trakcie ponad dwudziestu lat, podczas Kongresów Public Relations organizowane były między innymi:
- Badania SMG/KRC na temat kondycji, w jakiej znajduje się branża PR w Polsce[15]. Badania przeprowadzane były między innymi wśród społeczności InternetPR w roku 2007. Badano między innymi zmiany jakie dokonują się w zakresie wykorzystania narzędzi public relations przez specjalistów PR, w tym internetowych biur prasowych[16].
- Badania Millward Brown SMG/KRC wśród specjalistów PR na temat kryzysu[17].
- Trzy edycje konkursu „Mocni Wizerunkiem”[18][19][20].
- Ogólnopolski Przegląd Filmów Korporacyjnych „MEDIAL”, którego celem była prezentacja dorobku agencji producenckich, reżyserów, scenarzystów, operatorów, w zakresie produkcji filmów korporacyjnych[21].
- Cykliczne badania Polskiej Agencji Prasowej oraz Instytutu Rozwoju Społeczeństwa Informacyjnego[22][23][24], w tym badania dotyczące dezinformacji, cyberbezpieczeństwa, wykorzystania przez specjalistów public relations oraz dziennikarzy informacji prasowych.

## Wybrane publikacje wydane w ramach Kongresów
- 2020: Praca dziennikarza w dobie koronawirusa i lockdown, raport z badań[25], Polska Agencja Prasowa, Instytut Rozwoju Społeczeństwa Informacyjnego
- 2013: Public Relations – nie tylko Facebook, Wydawnictwo Newsline, ISBN: 978-83-938827-0-0[26].
- 2013: Public Relations. Nowe trendy, Wydawnictwo Newsline, ISBN: 978-83-927713-8-8.
- 2011: Public relations. Doświadczenia, badania, wątpliwości, Wydawnictwo Newsline, ISBN: 978-83-927713-4-0.
- 2010: Public relations w procesie kształtowania relacji z otoczeniem, Wydawnictwo Konsorcjum Akademickie, ISBN: 978-83-62259-00-7.
- 2008: Problemy i wyzwania public relations w świetle badań i praktyki, Wyższa Szkoła Informatyki i Zarządzania, ISBN: 978-83-60583-32-6.
- 2008: Public relations w czasach mp3 oraz Internetu, Wyższa Szkoła Informatyki i Zarządzania[27].
- 2007: Public relations – narzędzia przyszłości, Wyższa Szkoła Informatyki i Zarządzania w Rzeszowie.
- 2007: Pracownicy i media w procesie komunikacji, Wyższa Szkoła Informatyki i Zarządzania w Rzeszowie.
- 2006: Public Relations w przedsiębiorstwie, Wyższa Szkoła Informatyki i Zarządzania w Rzeszowie.
- 2006: Public Relations w teorii i praktyce, Wyższa Szkoła Informatyki i Zarządzania w Rzeszowie.
- 2004: Public Relations. Wyzwania współczesności, Wyższa Szkoła Informatyki i Zarządzania w Rzeszowie.
- 2004: Public Relations w zarządzaniu firmą, Wyższa Szkoła Informatyki i Zarządzania w Rzeszowie.
- 2003: Public Relations – materiały z Kongresu Public Relations, Wydawnictwo Centrum Konferencyjnego Wyższej Szkoły Informatyki i Zarządzania w Rzeszowie[28].
- 2003: Public Relations, Wyższa Szkoła Informatyki i Zarządzania w Rzeszowie.
- 2001: Public Relations w kształtowaniu pozycji konkurencyjnej organizacji, Wyższa Szkoła Informatyki i Zarządzania w Rzeszowie, Rzeszów 2001. (Tom pierwszy)[29]
- 2001: Public Relations w kształtowaniu pozycji konkurencyjnej organizacji, Wyższa Szkoła Informatyki i Zarządzania w Rzeszowie, Rzeszów 2001. (Tom drugi)

Źródła: Wydawnictwo Newsline, Wyższa Szkoła Przedsiębiorczości i Administracji w Lublinie.